# Мајмун идзуо
Мајмун идзуо је други студијски албум, српске реп групе ТХЦФ. Изашао је у марту 2009. године под окриљем издавачке куће ТИЛТ из Београда.
Извршни продуценти албума били су Борко Вујичић и Стефан Глигоријевић, чланови групе ТХЦФ, омот је радио Филип Микић, а дизајн Марко Новаковић Франц.
Албум је изашао у компакт-диск формату и на њему се налази 15 нумера, а највећу пажњу публике привукле су Тренерка стил, Опек'о сам се и песма Булевар насиља.
На албуму су гостовали репери Медокс, на песмама Цим Цам и Један је пао и Марлон Брутал на песмама Булевар насиља и Не може ништа на пола.
Претпоследња нумера под називом Живот није само један посвећена је Душану Прелевићу Прелету и нашла се у документарном филму У реду, победио сам из 2010. године.
Све песме снимљене су у студију Блинг блинг, осим песама Мајмун идзуо и Живот није само један, које су снимљене у Басивити студију.

## Списак песама
- 1. Мајмун идзуо
- 2. Цим Цам
- 3. Булевар насиља
- 4. Један је пао
- 5. Тренерка стил
- 6. Скит (гангста талас)
- 7. ТХЦФ
- 8. Опек'o сам се
- 9. Хип—хоп
- 10. Покид'о мембрану
- 11. Ради шта те плаћа
- 12. Не може ништа на пола
- 13. Имамо
- 14. Живот није само један
- 15. Буди чврст